# Рябиновка (Дзержинский район)
Ряби́новка (бел. Рабінаўка) — деревня в составе Дзержинского сельсовета Дзержинского района Минской области Беларуси. Деревня расположена в 4 километрах от Дзержинска, 36 километрах от Минска и 3 километрах от железнодорожной станции Койданово.

## История
Известна с конца XIX—начале XX века и входила в состав Станьковской волости Минского уезда Минской губернии. По данным первой всероссийской переписи населения, в деревня Рябиновка насчитывается 16 дворов, проживают 107 жителей. В 1917 году насчитывается 22 двора, 131 житель. 9 марта 1918 года в составе провозглашённой Белорусской Народной Республики, однако фактически находилась под контролем германской военной администрации. 
С 20 августа 1924 года в составе Макавчицкого сельсовета Койдановского района Минского округа. 29 июля 1932 года Койдановский район был переименован в Дзержинский. С 23 марта 1932 года в составе Койдановского местечкового совета, с 31 июля 1937 года в составе Минского, с 4 февраля 1939 года вновь в составе Дзержинского района, с 20 февраля 1938 года в Минской области. В годы коллективизации организован колхоз «Красное Знамя», который обслуживала Койдановская МТС.
В Великую Отечественную войну с 28 июля 1941 года до 7 июля 1944 года посёлок был оккупирован немецко-фашистскими захватчиками. В годы оккупации, вблизи деревни в урочище Рыжевка оккупантами были убиты более 15 000 евреев. На фронте погиб 1 житель деревни. В 1960 году деревня вошла в состав Станьковского сельсовета, 16 июля 1954 года деревня была передана из состава Станьковского сельсовета в состав Дзержинского сельсовета. В 1960 году в Рябиновке проживал 71 житель, в 1991 году в деревне проживали 34 жителя, насчитывалось 17 дворов. По состоянию на 2009 год в составе СПК «Крутогорье-Петковичи».

## Население
| Численность населения (по годам) | Численность населения (по годам) | Численность населения (по годам) | Численность населения (по годам) | Численность населения (по годам) | Численность населения (по годам) | Численность населения (по годам) | Численность населения (по годам) |
| 1897                             | 1909                             | 1917                             | 1960                             | 1991                             | 1999                             | 2004                             | 2010                             |
| -------------------------------- | -------------------------------- | -------------------------------- | -------------------------------- | -------------------------------- | -------------------------------- | -------------------------------- | -------------------------------- |
| 107                              | → 107                            | ↗ 131                            | ↘ 71                             | ↘ 34                             | ↘ 15                             | ↘ 14                             | ↘ 12                             |
| 2017                             | 2018                             | 2020                             | 2022                             |                                  |                                  |                                  |                                  |
| ↘ 5                              | → 5                              | ↗ 7                              | ↗ 9                              |                                  |                                  |                                  |                                  |